# Constituição Federal da Suíça

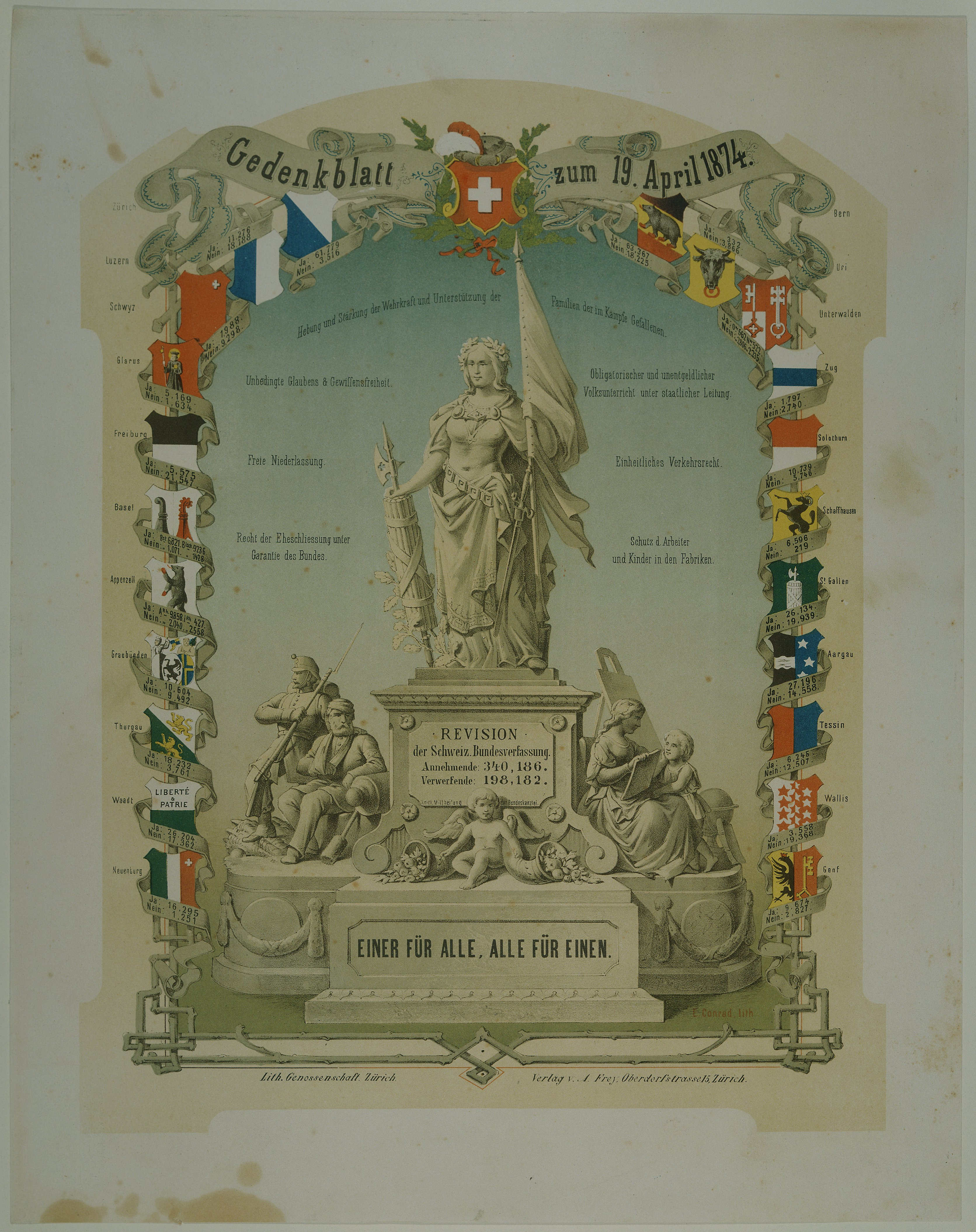
Página memorial para marcar a revisão da Constituição Federal em 1874, com o lema "Um por todos, todos por um" " Einer für alle, alle für einen " (por E. Conrad, litografia sobre papel, Museu Nacional Suíço)

A  Constituição Federal da Suíça foi promulgada 12 de Setembro de 1848, com influência de juristas com ideias da  Revolução Francesa. Esta constituição dava soberania dos cantões, desde que esta não colidisse com a Constituição Federal. Esta constituição foi criada em resposta a uma  guerra civil na Suíça, a Guerra de Sonderbund.

## Reformas
A Constituição de 1848 foi parcialmente revista em 1866, e totalmente revista em 1874. A mudança constitucional de 1874 introduziu o referendo no nível federal. Em 1891, uma reforma institui o "direito de iniciativa ", no qual um certo número de eleitores poderia fazer um pedido de alteração de um artigo constitucional, ou mesmo a introdução de um novo artigo no texto constitucional. Este mecanismo é chamado de iniciativa popular federal . Assim, as revisões parciais da constituição poderiam ser feitas a qualquer momento. O texto de 1874 serviu de fundamento para algumas constituições republicanas, entre elas a Constituição Brasileira de 1891.
Foi reformada novamente nos anos 1990, e a atual versão foi aprovada pelo voto popular e cantonal em 18 de abril de 1999, entrando em vigor em 1 de janeiro de 2000. O texto aprovado em 1999 substitui a Constituição de 29 de Maio de 1874, e contém nove dos direitos fundamentais, que até então só haviam sido discutidos e debatidos no Tribunal Federal Suíço. Devido às iniciativas constitucionais e contrapropostas, a Constituição suíça está sujeita a mudanças contínuas.

## Dispositivos constitucionais

### Preâmbulo e Título 1 Disposições Gerais
O preâmbulo e o primeiro título da Constituição determinam as linhas gerais da Suíça como uma república federal democrática de 26 cantões governados pelo Estado de direito.
O preâmbulo começa com uma solene invocação de Deus em continuidade à tradição constitucional suíça. É um mandato para as autoridades do Estado pelo povo suíço e cantões, como poderes constituintes da Confederação, para aderir aos valores listados no preâmbulo, que incluem "liberdade e democracia, independência e paz em solidariedade e abertura para o mundo". Esta última disposição sobre a "abertura" apresenta um contraste drástico com as constituições suíças anteriores, que eram principalmente orientadas para o isolacionismo interno. O novo preâmbulo também fornece uma disposição sobre a responsabilidade perante e os direitos das gerações futuras do povo da Suíça.
As disposições gerais contidas no Título 1 (artigos 1-6) definem os traços característicos do Estado suíço em todos os seus três níveis de autoridade: federal, cantonal e municipal. Eles contêm uma enumeração dos cantões constituintes, afirmam a soberania cantonal dentro dos limites da Constituição e listam as línguas nacionais – alemão, francês, italiano e romanche. Eles também comprometem o Estado com os princípios de obediência à lei, proporcionalidade, boa-fé e respeito ao direito internacional, uma reivindicação explícita de subsidiariedade, antes de encerrar com uma referência à responsabilidade individual.

### Título 2 Direitos Fundamentais, Cidadania e Objetivos Sociais
O Título 2 contém a carta de direitos da Constituição e é composto por 35 artigos. A Constituição de 1874 continha apenas um número limitado de direitos fundamentais, e alguns deles se tornaram menos significativos com o passar do século 20, como o direito a um enterro decente garantido no artigo 53 da antiga Constituição. Em consequência, a extensa jurisprudência do Supremo Tribunal Federal suíço desenvolveu um conjunto de direitos fundamentais implícitos ou "não escritos", baseando-se na jurisprudência do Tribunal Europeu dos Direitos do Homem e aplicando os direitos fundamentais garantidos na Convenção Europeia dos Direitos do Homem (CEDH), que a Suíça ratificou em 1974.
No decurso da revisão constitucional de 1999, a Assembleia Federal decidiu codificar essa jurisprudência sob a forma de uma carta de direitos abrangente, que é substancialmente congruente com os direitos garantidos na CEDH, na Declaração Universal dos Direitos do Homem e no Pacto Internacional sobre os Direitos Civis e Políticos.
O Título 2 abrange igualmente as regras essenciais relativas à aquisição da cidadania suíça e ao exercício dos direitos políticos. Além disso, contém uma série de "objetivos sociais" não diretamente exequíveis que o Estado deve se esforçar para assegurar, incluindo a disponibilidade de seguridade social, saúde e moradia.
O Título 2 refere-se aos suíços como "mulheres e homens da Suíça" como um sinal de reconhecimento da discriminação de gênero no passado (a Suíça se tornou o penúltimo país da Europa que concedeu, em 1971, o sufrágio às mulheres). A nova Constituição também eliminou alguns arcaísmos da antiga Constituição, como o imposto sobre a noiva se mudar para a casa do noivo, a proibição de que os cantões tenham forças militares com mais de 300 pessoas, o mandato para que os cantões forneçam assistência militar uns aos outros e a proibição do absinto.

### Título 3 Confederação, Cantões e Comunas
O título 3 descreve no primeiro capítulo as relações entre a Confederação, os cantões e as comunas. Os cantões mantêm suas próprias constituições, mas em caso de contradição prevalece a Constituição Federal.
O segundo capítulo declara o poder federal sobre áreas que exigem regulamentação uniforme, tais como relações com Estados estrangeiros, segurança, defesa nacional e civil, aspectos gerais sobre educação, pesquisa, cultura, aspectos sobre meio ambiente e ordenamento do território, obras públicas e transportes, energia e comunicações, economia em geral, preocupações com habitação, emprego, seguridade social e saúde, sobre os direitos de residência e fixação de cidadãos estrangeiros e, finalmente, sobre a responsabilidade em relação ao direito civil e penal, pesos e medidas.
O terceiro capítulo clarifica os aspectos financeiros gerais, em especial a fiscalidade.

### Título 4 O Povo e os Cantões
O Título 4 clarifica os direitos políticos fundamentais e, em especial, os direitos de iniciativa e de referendos.

### Título 5 Autoridades Federais
O Título 5 regula a função e as responsabilidades do Governo Federal. Dispõe sobre três poderes representados por três órgãos: a Assembleia Federal (duas câmaras, representando o Poder Legislativo), o Conselho Federal (Poder Executivo) e a Justiça Federal (Poder Judiciário). As principais diferenças em relação à Constituição anterior dizem respeito à atividade fiscalizadora da Justiça Federal do Legislativo Federal.

### Título 6 Revisão da Constituição Federal e Disposições Transitórias
O Título 6 regulamenta as revisões da Constituição Federal, bem como as disposições transitórias.